# Uluguria paucipora
Uluguria paucipora är en mångfotingart som beskrevs av Hoffman 2005. Uluguria paucipora ingår i släktet Uluguria och familjen Gomphodesmidae. Inga underarter finns listade i Catalogue of Life.